# Movimiento de Karabaj

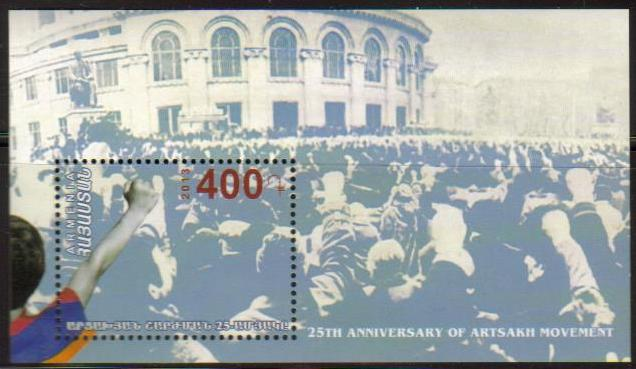
Sello postal dedicado al 25.º aniversario del movimiento, que muestra puños alzados en la Plaza del Teatro de Ereván en 1988, con el Teatro de la Ópera en el fondo.

El movimiento de Karabaj (en armenio: Ղարաբաղյան շարժում o movimiento de Artsaj (Արցախյան շարժում) fue un movimiento de masas nacionalista armenio activo en la RSS de Armenia y Nagorno Karabaj entre 1988 y 1992 que abogaba por el traspaso del Óblast Autónomo de Nagorno Karabaj de la vecina RSS de Azerbaiyán, poblado principalmente por armenios, a la jurisdicción de Armenia.
Al principio, el movimiento carecía de cualquier sentimiento antisoviético y no reclamaba la independencia de Armenia. El Comité de Karabaj, un grupo de intelectuales, lideró el movimiento entre 1988 y 1989. Se transformó en el Movimiento Nacional Panarmenio (HHSh) en 1989 y consiguió la mayoría en las elecciones parlamentarias de 1990. En 1991, tanto Armenia como Nagorno Karabaj declararon la independencia. El intenso conflicto conocido como la guerra de Nagorno Karabaj escaló en 1992 a una guerra en toda su magnitud.